# Hordnes
Hordnes es una comunidad (en noruego, tettsted) del barrio de Fana, perteneciente a la ciudad de Bergen, Vestland, Noruega. Tiene una población estimada, a inicios de 2021, de 347 habitantes.